# Pinus balfouriana
Pinus balfouriana (bor lisičjeg repa) rijedak je visoki bor koji je endem Kalifornije u Sjedinjenim Državama. Usko je povezan s  Pinus longaeva i čekinjastim borom, u pododjeljku Balfourianae. Dvije razdvojene populacije nalaze se u južnim planinama Klamath (podvrsta balfouriana) i južnoj Sierra Nevadi  (podvrsta austrina). U južnom Oregonu je bila prijavljena mala udaljena populacija, ali je dokazano da je pogrešno identificirana.

## Opis
P. balfouriana je stablo visoko do 10–20 m, izuzetno do 35 m, s deblom do 2 m u promjeru. Listovi su mu igličasti, u svežnjevima od po pet (ili ponekad četiri u južnoj Sierri) s polutrajnom bazalnom ovojnicom dugom 2–4 cm koja je sjajno zelena na vanjskoj strani i bijela na unutarnjim stranama; traju 10-15 godina. Češeri su dugo 6–11 cm, tamno ljubičasti, a sazrijevaju u crveno-smeđu, s mekom, fleksibilnim ljuskama koje imaju središnji šiljak duljine 1 mm.

## Rasprostranjenost
P. balfouriana raste se u subalpskoj šumi na nadmorskoj visini od 1950–2750 m, u planinama Klamath i na 2300–3500 m u Sierra Nevadi. U Sierra Nevadi borovi lisičjeg repa ograničeni su na područje oko nacionalnih parkova Sequoia i Kings Canyon. Na oba područja često je vrsta koja tvori liniju drveća.

## Životni vijek
Smatra se da P. balfouriana može živjeti i do 3000 godina u Sierra Nevadi, iako je trenutno najviša dokazana dob 2110 godina. U planinama Klamath pronađeni su samo borovi do oko 1000 godina starosti.

## Srodne vrste
P. balfouriana je usko povezan s Pinus longaeva i čekinjastim borom, koji se zajedno svrstavaju u istu podsekciju Balfourianae. U uzgoju je hibridiziran s Pinus longaeva, iako nikada u prirodi nisu pronađeni hibridi.

## Daljnje čitanje
- Chase, J. Smeaton. 1911. Cone-bearing Trees of the California Mountains. A. C. McClurg & Co.. Chicago. str. 99. LCCN 11004975. OCLC 3477527 CS1 održavanje: nepreporučeni parametar - authorlink1 (pomoć) LCC QK495.C75 C4, with illustrations by Carl Eytel – Kurut, Gary F. (2009), "Carl Eytel: Southern California Desert Artist", California State Library Foundation, Bulletin No. 95, pp. 17-20  Arhivirana inačica izvorne stranice od 23. rujna 2015. (Wayback Machine) retrieved Nov. 13, 2011, Lanner, R.M. 2007 The Bristlecone Book, Ronald M Lanner, Mountain Press 2007 p. 14Conifer Specialist Group. 1998. Pinus balfouriana. IUCN Red List of Threatened Species. 1998. Pristupljeno 11. svibnja 2006.
- Bailey, D. K. 1970. Phytogeography and taxonomy of Pinus subsection Balfourianae. Ann. Missouri Bot. Gard. 57: 210–249.
- Mastrogiuseppe, R. J. & Mastrogiuseppe, J. D. 1980. A study of Pinus balfouriana Grev. & Balf. (Pinaceae). Systematic Botany 5: 86–104.
- Richardson, D. M. (ed.). 1998. Ecology and Biogeography of Pinus. Cambridge University Press, Cambridge. 530 p. ISBN 0-521-55176-5.
- Fryer, Janet L. 2004. Pinus balfouriana. Fire Effects Information System (FEIS). US Department of Agriculture (USDA), Forest Service (USFS), Rocky Mountain Research Station, Fire Sciences Laboratory Prenosi https://www.feis-crs.org/feis/

## Vanjske poveznice
|  | Zajednički poslužitelj ima stranicu o temi Pinus balfouriana    |
|  | Zajednički poslužitelj ima još gradiva o temi Pinus balfouriana |
|  | Wikivrste imaju podatke o taksonu Pinus balfouriana             |

- Calflora: Pinus balfouriana CalFlora Database: Pinus balfouriana (foxtail pine)
- Gymnosperm Database — Pinus balfouriana
- USDA Plants Profile for Pinus balfouriana (foxtail pine)
- Arboretum de Villardebelle — photos of cones
- High Elevation White Pine Educational Website: Pinus balfouriana
- Conifercountry.com: Foxtail Pines in Northwest California
- Pinus balfouriana, baza podataka s fotografijama "CalPhotos", University of California, Berkeley